# Campeonato Panamericano de Balonmano Femenino de 2013
El XII Campeonato Panamericano de Balonmano Femenino se celebró en Santo Domingo, República Dominicana entre el 1 y el 8 de junio de 2013 bajo la organización de la Federación Panamericana de Handball. y la Federación Dominicana de Balonmano. El torneo pone 4 plazas en juego para el Campeonato Mundial de balonmano Femenino de Serbia 2013.

## Sistema de competencia
Hay 10 equipos, que se dividen en dos grupos de cinco equipos cada uno. Los dos primeros de cada grupo juegan semifinales. Los terceros y cuartos de cada grupo se enfrentan en semifinales por los puestos 5/8. Los dos últimos de cada grupo juegan por las posiciones 9/10.

## Torneos Clasificatorios
Los 10 equipos llegaron al Campeonato Panamericano por medio de estos torneos clasificatorios:
Región Nor.Ca.: El torneo no se llevó a cabo debido a que sólo se inscribieron cuatro equipos y eran cuatro las plazas que el torneo entregaba. México, República Dominicana, Canadá y Estados Unidos obtuvieron la clasificación de esta manera.
Región Centroamérica: Costa Rica ganó la única plaza disponible para la región al ganar los X Juegos Deportivos Centroamericanos de San José, Costa Rica.
Región Sudamérica: Brasil, Argentina, Paraguay, Uruguay y Venezuela obtuvieron la clasificación por medio del Campeonato Sudamericano de Mar del Plata 2013

## Árbitros Designados
Pichon Stevann / Reveret Laurent (Francia)
Carlos Marina / Darío Minore (Argentina)
Sebastián Lenci / Julián López Grillo ( Argentina )
Jesus Nilson Menezes / Rogerio Aparecido Pinto (Brasil)
José Guzmán , Enrique Pérez (Puerto Rico)
Gabriel González / Camilo Prieto (Uruguay)

## Grupos
| Grupo A              | Grupo B   |
| -------------------- | --------- |
| Brasil               | Argentina |
| República Dominicana | Uruguay   |
| México               | Venezuela |
| Estados Unidos       | Canadá    |
| Costa Rica           | Paraguay  |

## Primera fase

### Grupo A
| Equipo               | J | G | E | P | GF  | GC  | DG   | PTS |
| -------------------- | - | - | - | - | --- | --- | ---- | --- |
| Brasil               | 4 | 4 | 0 | 0 | 188 | 57  | +131 | 8   |
| República Dominicana | 4 | 3 | 0 | 1 | 115 | 89  | +26  | 6   |
| México               | 4 | 2 | 0 | 2 | 109 | 114 | -5   | 4   |
| Estados Unidos       | 4 | 1 | 0 | 3 | 74  | 114 | -40  | 2   |
| Costa Rica           | 4 | 0 | 0 | 4 | 51  | 163 | -112 | 0   |

#### Resultados
| Fecha     | Hora  | Partido³             | Partido³ | Partido³             | Resultado |
| --------- | ----- | -------------------- | -------- | -------------------- | --------- |
| 1.06.2013 | 14:00 | México               |          | Costa Rica           | 35-16     |
| 1.06.2013 | 20:00 | Brasil               | -        | Estados Unidos       | 44-10     |
| 2.06.2013 | 18:00 | Costa Rica           | -        | Brasil               | 07-59     |
| 2.06.2013 | 20:00 | Estados Unidos       | -        | República Dominicana | 11-27     |
| 3.06.2013 | 18:00 | Estados Unidos       | -        | Costa Rica           | 30-13     |
| 3.06.2013 | 20:00 | República Dominicana | -        | México               | 27-26     |
| 4.06.2013 | 18:00 | México               | -        | Brasil               | 18-48     |
| 4.06.2013 | 20:00 | Costa Rica           | -        | República Dominicana | 15-39     |
| 5.06.2013 | 16:00 | México               | -        | Estados Unidos       | 30-23     |
| 5.06.2013 | 20:00 | Brasil               | -        | República Dominicana | 37-22     |

### Grupo B
| Equipo    | J | G | E | P | GF  | GC  | DG  | PTS |
| --------- | - | - | - | - | --- | --- | --- | --- |
| Argentina | 4 | 4 | 0 | 0 | 136 | 63  | +73 | 8   |
| Paraguay  | 4 | 3 | 0 | 1 | 97  | 108 | -11 | 6   |
| Uruguay   | 4 | 2 | 0 | 2 | 109 | 112 | -3  | 4   |
| Venezuela | 4 | 1 | 0 | 3 | 115 | 136 | -21 | 2   |
| Canadá    | 4 | 0 | 0 | 4 | 89  | 127 | -38 | 0   |

### Resultados
| Fecha     | Hora  | Partido³  | Partido³ | Partido³  | Resultado |
| --------- | ----- | --------- | -------- | --------- | --------- |
| 1.06.2013 | 16:00 | Venezuela | -        | Paraguay  | 30-35     |
| 1.06.2013 | 18:00 | Argentina | -        | Canadá    | 37-14     |
| 2.06.2013 | 14:00 | Canadá    | -        | Uruguay   | 25-31     |
| 2.06.2013 | 16:00 | Paraguay  | -        | Argentina | 10-32     |
| 3.06.2013 | 14:00 | Canadá    | -        | Paraguay  | 23-28     |
| 3.06.2013 | 16:00 | Uruguay   | -        | Venezuela | 36-34     |
| 4.06.2013 | 14:00 | Paraguay  | -        | Uruguay   | 24-23     |
| 4.06.2013 | 16:00 | Venezuela | -        | Argentina | 20-38     |
| 5.06.2013 | 14:00 | Venezuela | -        | Canadá    | 31-27     |
| 5.06.2013 | 18:00 | Argentina | -        | Uruguay   | 29-19     |

### 9º/10º puesto
| Fecha     | Hora² | Partido¹   | Partido¹ | Partido¹ | Resultado |
| --------- | ----- | ---------- | -------- | -------- | --------- |
| 7.06.2013 | 09:00 | Costa Rica | -        | Canadá   | 13-34     |

### 5º al 8º Puesto
| Fecha     | Hora² | Partido³ | Partido³ | Partido³       | Resultado |
| --------- | ----- | -------- | -------- | -------------- | --------- |
| 7.06.2013 | 11:00 | México   | -        | Venezuela      | 32-25     |
| 7.06.2013 | 13:00 | Uruguay  | -        | Estados Unidos | 30-17     |

### 7º/8º puesto
| Fecha     | Hora² | Partido¹  | Partido¹ | Partido¹       | Resultado |
| --------- | ----- | --------- | -------- | -------------- | --------- |
| 8.06.2013 | 12:00 | Venezuela | -        | Estados Unidos | 36-29     |

### 5º/6º puesto
| Fecha     | Hora² | Partido¹ | Partido¹ | Partido¹ | Resultado |
| --------- | ----- | -------- | -------- | -------- | --------- |
| 8.06.2013 | 14:00 | México   | -        | Uruguay  | 24-27     |

## Fase final
|  | Semifinales          | Semifinales |    |          | Final                | Final |  |
|  |                      |             |    |          |                      |       |  |
|  |                      |             |    |          |                      |       |  |
|  |                      |             |    |          |                      |       |  |
|  | Brasil               | 43          |    |          |                      |       |  |
|  | Paraguay             | 17          |    |          |                      |       |  |
|  |                      |             |    |          |                      |       |  |
|  |                      |             |    |          |                      |       |  |
|  |                      |             |    |          | Brasil               | 38    |  |
|  |                      | Argentina   | 15 |          |                      |       |  |
|  |                      |             |    |          |                      |       |  |
|  |                      |             |    |          |                      |       |  |
|  |                      |             |    |          | Tercer Puesto        |       |  |
|  |                      |             |    |          |                      |       |  |
|  | Argentina            | 27          |    | Paraguay | 19                   |       |  |
|  | República Dominicana | 17          |    |          | República Dominicana | 28    |  |

### Semifinales
| Fecha     | Hora² | Partido³  | Partido³ | Partido³             | Resultado |
| --------- | ----- | --------- | -------- | -------------------- | --------- |
| 7.06.2013 | 15:00 | Brasil    | -        | Paraguay             | 43-17     |
| 7.06.2013 | 17:00 | Argentina | -        | República Dominicana | 27-17     |

### 3º/4º Puesto
| Fecha     | Hora² | Partido¹ | Partido¹ | Partido¹             | Resultado |
| --------- | ----- | -------- | -------- | -------------------- | --------- |
| 8.06.2013 | 16:00 | Paraguay | -        | República Dominicana | 19-28     |

### Final
| Fecha     | Hora² | Partido¹ | Partido¹ | Partido¹  | Resultado |
| --------- | ----- | -------- | -------- | --------- | --------- |
| 8.06.2013 | 18:00 | Brasil   | -        | Argentina | 38-15     |

| Brasil           |
| Campeón          |
| Brasil 8° título |

## Estadísticas

### Clasificación general
| 1. Brasil               |
| 2. Argentina            |
| 3. República Dominicana |
| 4. Paraguay             |
| 5. Uruguay              |
| 6. México               |
| 7. Venezuela            |
| 8. Estados Unidos       |
| 9. Canadá               |
| 10. Costa Rica          |

## Clasificados al Mundial 2013
| Bandera de Brasil | Bandera de Argentina | Bandera de la República Dominicana | Bandera de Paraguay |
| Brasil            | Argentina            | República Dominicana               | Paraguay            |
| ----------------- | -------------------- | ---------------------------------- | ------------------- |